# Edvard Engelsaas
Edvard Engelsaas (* 17. November 1872 in Trondheim; † 3. August 1902) war ein norwegischer Eisschnellläufer.
Engelsaas wurde 1900 in Kristiania Weltmeister im Mehrkampf. Dabei siegte er über 1500, 5000 und 10.000 Meter. Zur damaligen Zeit war es erforderlich, drei von vier Distanzen zu gewinnen, um Weltmeister zu werden. Der Titelverteidiger Peder Østlund hatte die kürzeste Strecke, die 500 Meter gewonnen, gab nach der Niederlage gegen Engelsaas über 5000 Meter jedoch auf.
Engelsaas starb 29-jährig an einem Herzleiden.